# Tocoyena cubensis
Tocoyena cubensis là một loài thực vật có hoa trong họ Thiến thảo. Loài này được Britton ex Standl. miêu tả khoa học đầu tiên năm 1921.